# Yurie Nabeya
Yurie Nabeya (15 de dezembro de 1993) é uma voleibolista profissional japonesa. 

## Carreira
Yurie Nabeya representou a Seleção Japonesa de Voleibol Feminino nos Jogos Olímpicos de Verão no Rio de Janeiro, que foi quinta colocada.